# Dante Pereira-Olson
Dante Pereira-Olson é um ator americano, mais conhecido por seus papéis nos filmes You Were Never Really Here e Joker, onde interpretou a versão infantil de Bruce Wayne..

## Vida
Os pais de Dante são artistas visuais. Sua mãe é professora de artes plásticas, cresceu em Nova York e se formou em Cooper Union e Yale. Seu pai é de Willmar, formou-se na Montana State University e na University of Iowa e é um Art Handler.
Dante é irmão mais novo do também ator Silas Pereira-Olson, que apareceu nas série The Blacklist.

## Trabalhos
Dante ficou famoso ao dar vida ao icônico Bruce Wayne no aclamado filme Joker. Antes disso, já havia trabalhado com o ator Joaquin Phoenix no filme You Were Never Really Here (2017), além de ter feito aparições no filme Bruno's (2014), e nas séries Last Week Tonight with John Oliver (2015), Jessica Jones (2015), Mozart in the Jungle (2015), e Happy!, onde teve seu papel mais duradoura, entre 2017 e 2018.

## Filmografia

### Cinema
| Ano  | Filme                      | Papel       | Notas          |
| ---- | -------------------------- | ----------- | -------------- |
| 2014 | Bruno's                    | Jeff        | Curta-metragem |
| 2017 | You Were Never Really Here | Joe (jovem) |                |
| 2019 | Joker                      | Bruce Wayne |                |

### Televisão
| Ano     | Série                              | Papel            | Nota |
| ------- | ---------------------------------- | ---------------- | --- |
| 2015    | Last Week Tonight with John Oliver | Jeff             | Episódio: "Tobacco"                                                                                     |
| 2015    | The Slap                           | Criança          | Episódio: "Aisha"                                                                                       |
| 2015    | Jessica Jones                      | Garoto           | Episódio: "AKA Crush Syndrome"                                                                          |
| 2015    | Mozart in the Jungle               | Garoto de 5 anos | Episódio: "Amusia"                                                                                      |
| 2017–18 | Happy!                             | Gerry Scaramucci | Episódios: "Saint Nick", "Year of the Horse", "The Scrapyard of Childish Things", "Destroyer of Worlds" |